# 이토 히로부미 저격 사건

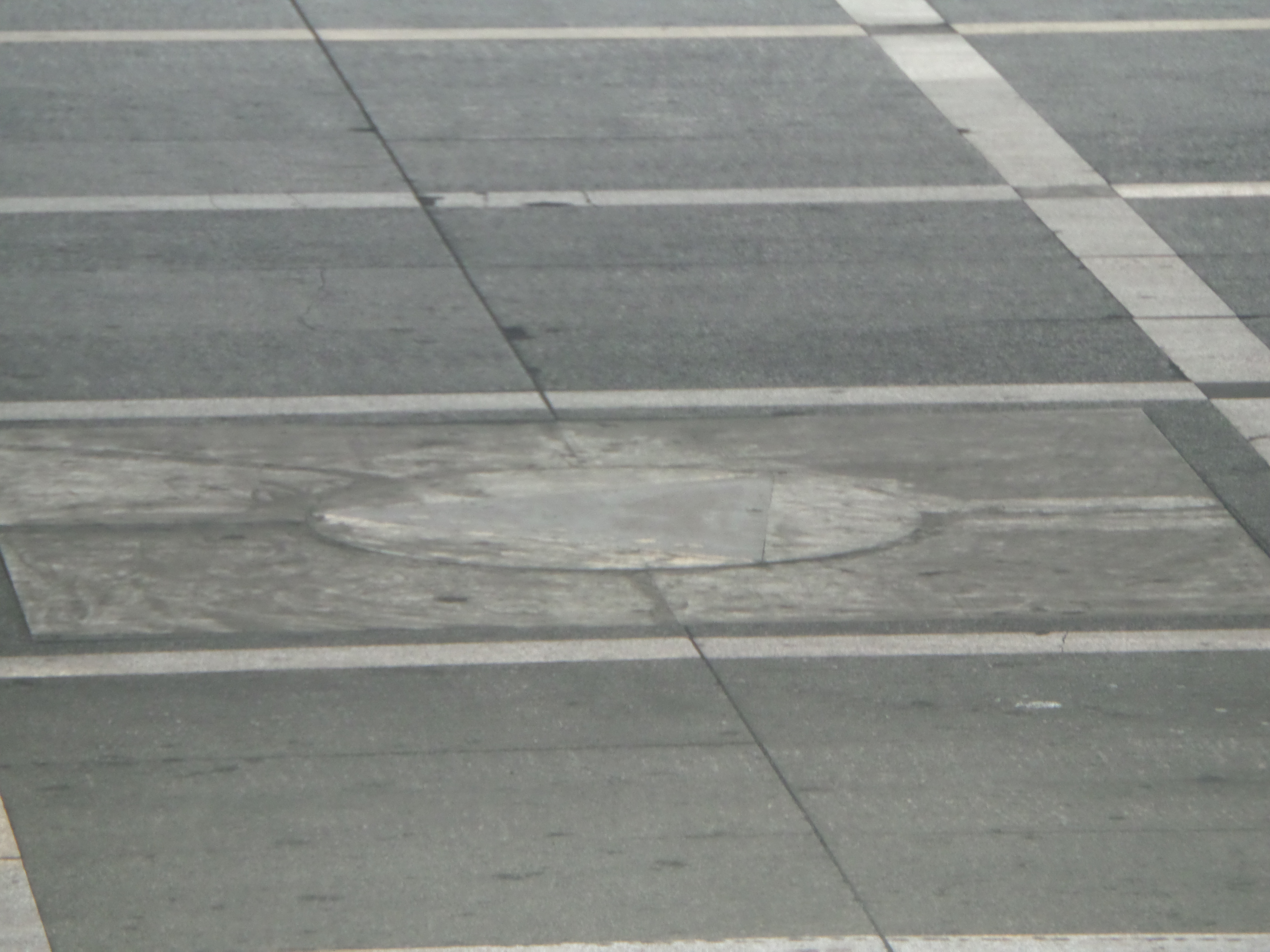
하얼빈역 1번 플랫폼에서 안중근이 이토 히로부미를 저격한 곳

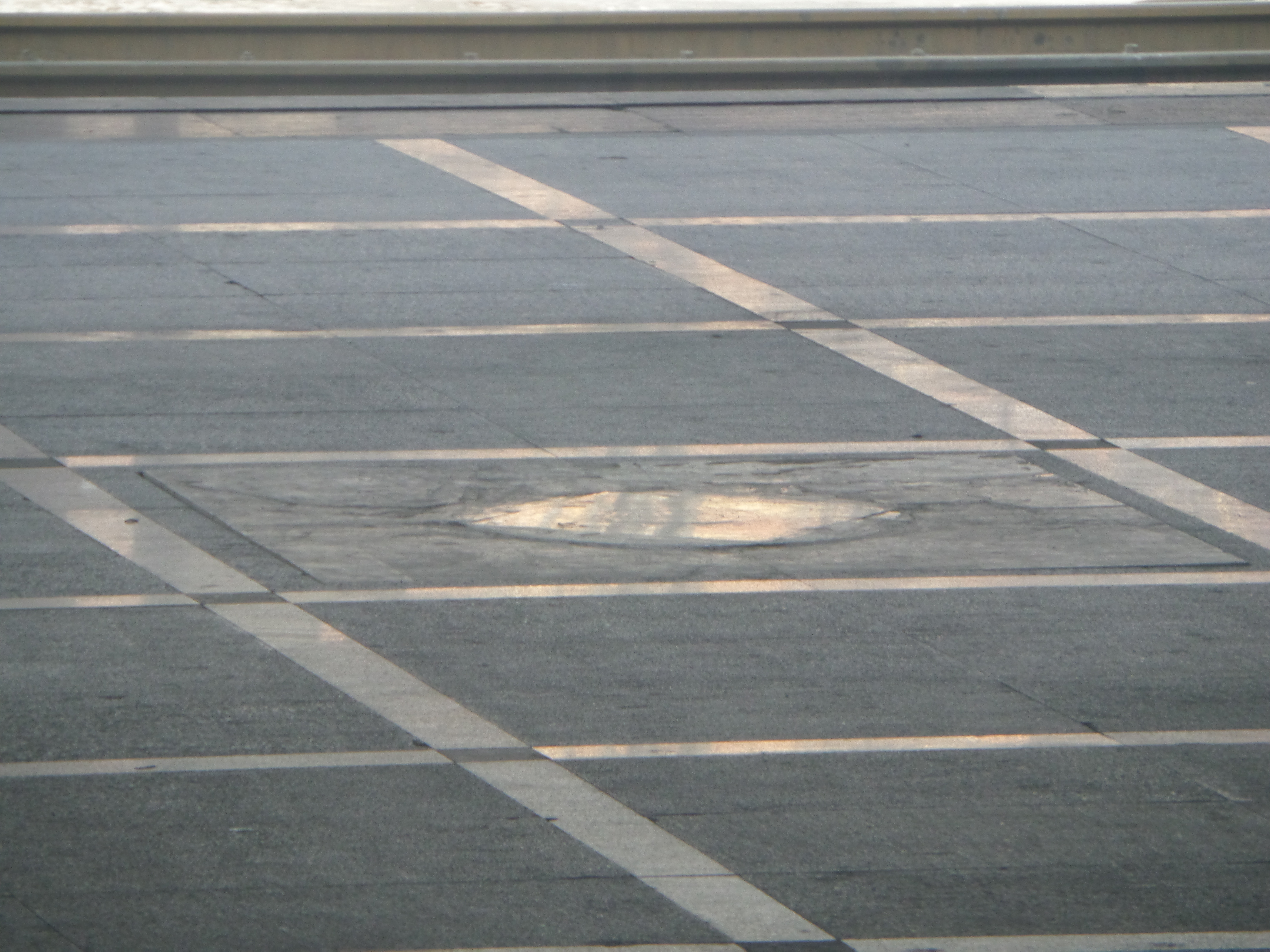
하얼빈역 1번 플랫폼에서 안중근의 저격으로 이토 히로부미가 쓰러진 곳

이토 히로부미 저격 사건(伊藤博文狙擊事件)은 1909년 10월 26일, 안중근이 하얼빈역에서 이토 히로부미를 암살한 사건이다.
안중근은 이토 히로부미의 암살을 성공하는 데에 크게 기여했다. 그가 만주를 방문하여 러시아와 회담을 갖는다는 소식을 대동공보사에서 전해들은 안중근은 이토 히로부미를 처단하는 것에 자원했다. 만주의 독립 운동가 우덕순, 조도선, 유동하, 유승렬, 최예준, 탁공규는 7인 동맹을 맺고 처단을 계획했다.
1909년 10월 21일에 대동공보사 기자 이강(李剛)의 지원을 받아 러시아 블라디보스토크를 떠난 안중근은 우덕순과 조도선, 유동하와 함께 하얼빈에 도착했다. 당초 계획은 동청철도(東淸鐵道)의 출발지인 장춘의 남장춘(南長春), 관성자(寬城子)역과 도착지인 하얼빈역, 채가구(蔡家溝)역의 3개 지점에서 암살을 시도하려 하였으나 자금이 부족하여 도착지인 하얼빈과 채가구에서 저격하기로 계획을 변경하였다. 그러나 채가구역에서의 계획은 이를 안 러시아가 채가구역에 기차를 멈추지 않고 바로 하얼빈 역으로 가서 정지하였다.

## 사건 과정
1909년 10월 26일 오전 9시(이하 UTC+08:30 기준), 일본 제국의 전 총리이자 제1대 조선통감이었던 추밀원 의장 이토 히로부미는 러시아의 재무상 블라디미르 코콥초프(Vladimir Kokovtsov)와 회담하기 위해 하얼빈역에 도착을 했다.
이토 히로부미가 오전 9시 15분, 하얼빈 역에 도착해 차내에서 약 25분 정도 코콥초프와 대화한 후, 그의 권유에 따라 명예 사령관으로서 러시아 수비병을 사열하기 위해 열차에서 내렸다. 그가 수행원의 안내를 받으며 러시아 군대 앞을 막 지나가는 순간, 안중근이 총알을 발사하여 이토를 명중시켰다. 그 중 두발은 복부에 맞았다. 안중근은 혹시 이토 히로부미가 아닐 것을 대비해 다시 3발로 주위의 수행비서관 모리 다이지로, 하얼빈 주제 일본 제국 총영사 가와카미 도시히코 (川上俊彦), 만주 철도의 이사 다나카 세이타로를 쏘았으며, 안중근을 죽이려들며 해를 끼치자 일본군 장교 1명을 사살했다. 블라디미르 코콥초프 러시아 재무장관은 눈앞에서 일어난 사고에 당황하지 않고 쓰러진 이토를 부축했으며 이토는 그의 품에 쓰러졌다. 수행원인 무로다(室田義文), 나카무라(中村是公) 등도 다급하게 이토를 껴안아 보호했다. 이때 안중근은 러시아 헌병에게 체포되었다.

## 안중근의 사형
안중근은 만주 뤼순(여순) 감옥에 갇혔다. 1910년 2월 14일, 재판을 받아 사형을, 함께 거사했던 우덕순은 3년 형, 조도선과 유동하는 1년 6개월 형을 선고받았다.
거사를 배후에서 도운 재 러시아 갑부인 교포 최재형은 러시아인 변호사를 준비시켰으나, 일본은 러시아인 변호사의 접근을 금지했다. 안중근은 1910년 3월 26일 오전 10시에 교수형을 당했다.

## 이후
하얼빈 역 1번 플랫폼에는 거사 현장에 두 개의 도형이 그려져 있다.바닥에 안중근의 저격 지점과 이토의 피격 지점을 표시했다. 저격 지점엔 가로·세로 각각 50cm 크기의 정사각형 안에 세모를 그려 놓았다. 세모의 한 꼭짓점이 이토가 섰던 자리를 가리켰다. 이토의 피격 지점엔 정사각형 속에 또 다른 네모를 각도를 45도 정도 틀어 그려 놓았다.
- 이토 히로부미 - 일본 제국의 추밀원 의장(전 총리. 제1대 조선통감), 3발 피격, 사망
- 가와카미 도시히코 - 하얼빈 총영사, 총 1발로 부상
- 모리 야스지로 - 궁대 대신 비서관, 총 1발로 부상
- 다나카 세이지로 - 만주 철도 이사, 총 1발로 부상
- 일본군 장교 - 이토 히로부미를 경호를 한 일본제국의 군인, 1발 피격으로 부상

## 독립군
- 안중근 - 1910년 2월 14일에 사형 확정 후 같은 해 3월 26일에 사형 집행.
- 우덕순 - 3년 형 선고
- 조도선 - 1년 6개월 형 선고
- 유동하 - 1년 6개월 형 선고
- 최재형 - 러시아의 갑부. 거사의 배후지원

## 영상 필름의 존재 여부
2009년 10월 24일, KBS 1TV의 역사 다큐멘터리 《역사스페셜》에서 ‘안중근 의거 100년 이토 저격 영상을 찾아라’라는 에피소드를 방영했었다. 신운용 안중근기념사업회 책임연구원은 NHK가 1995년에 제작한 다큐멘터리의 일부분에서 의거 당일 동영상을 보고 저격하는 순간의 장면이 없어서 궁금해 했다. 저격 후 보도된 여러 신문 기사들 중 대한매일신보 1909년 11월 21일자에 “한 러시아인(코프지에프)이 촬영한 이 활동사진엔 안중근이 뛰어나와 7연발 단총으로 이토를 저격하는 광경과 이토의 비서관 등이 쓰러지는 모습이 정밀히 찍혀 있다” 라는 것을 보면, 어딘가에 영상의 원본이 있다는 것을 추측할 수 있다. 제작진은 NHK에게 1995년에 제작한 다큐멘터리에 나온 의거 당일 동영상의 출처를 묻고, 원본 영상은 일본의 영자신문 자판프레스 사원인 타노모기가 구입하고난후, 동영상행방은 묘연하다.